# Albert A. Michelson
Albert Abraham Michelson, född 19 december 1852 i Strelno, Posen, Preussen, död 9 maj 1931 i Pasadena, Kalifornien, var en amerikansk sjöofficer, fysiker och nobelpristagare.

## Biografi
Michelson kom redan som tvååring till USA. Han antogs till United States Naval Academy 1869 och avlade examen 1873. Efter två års sjökommendering återvände han till United States Naval Academy, då som instruktör i fysik och kemi. Från 1879 tjänstgjorde han vid United States Naval Observatory. Han begärde avsked från USA:s flotta 1881, men återinträdde i tjänst som örlogskapten under det första världskriget. Efter krigsslutet blev han reservofficer, men återgick inom kort i aktiv tjänst vid 9th Naval District fram till 1922 med kommendörkaptens grad.

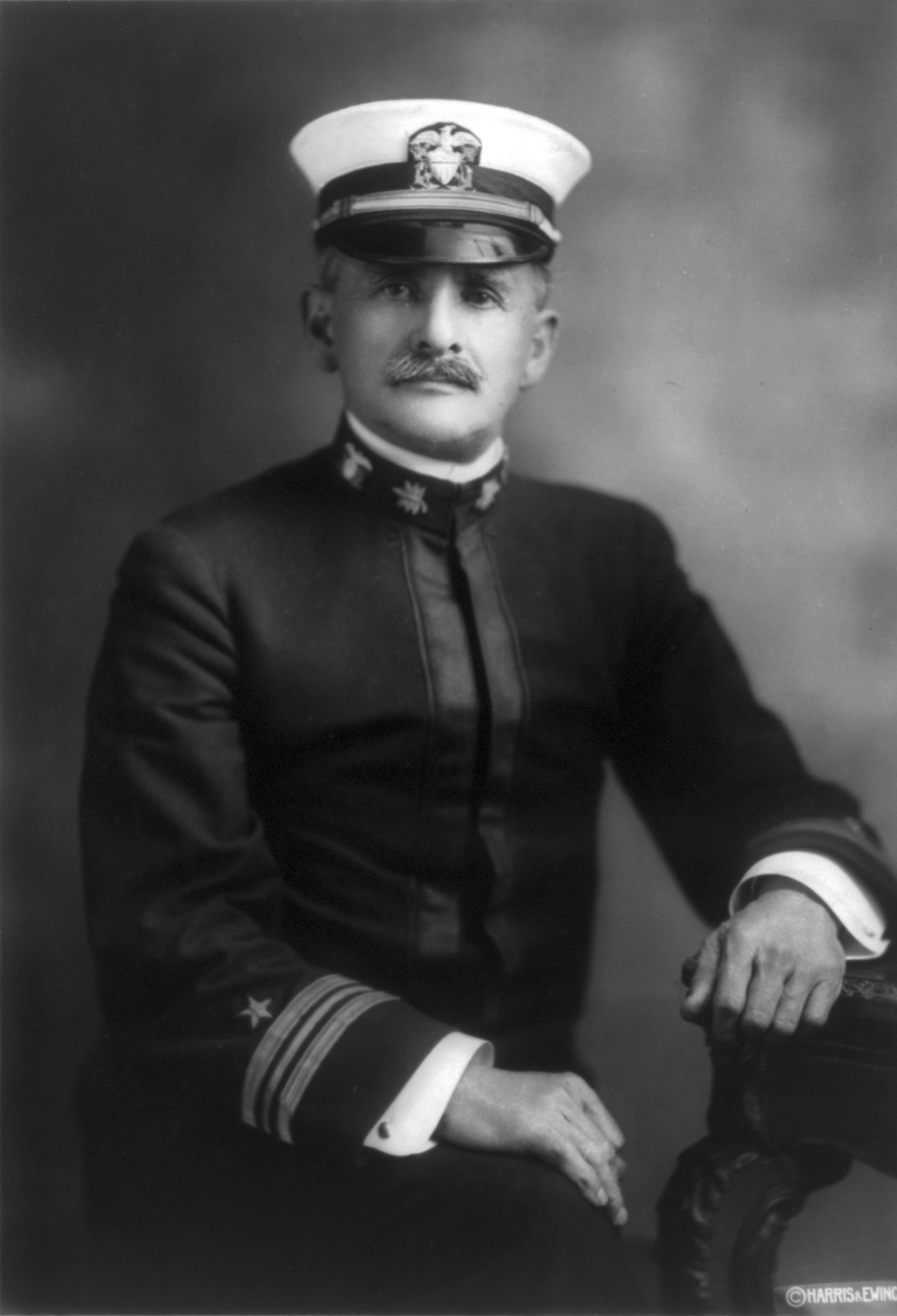
Örlogskapten Albert Michelson, 1918.

Michelson var en av männen bakom det berömda Michelson–Morleys experimentet som var ett försök att mäta jordens relativa hastighet i förhållande till den eter som man antog vara det medium genom vilket ljuset rörde sig.
För sina upptäckter mottog han Nobelpriset i fysik 1907.
Michelson invaldes som ledamot av Kungliga Vetenskapsakademien 1906. Fartyget USNS Michelson fick sitt namn efter CMD Michelson.